# Уллюко
Уллюко клубненосный (лат. Ullucus tuberosus) — вид однолетних травянистых растений из семейства Базелловые (Basellaceae), единственный вид рода Уллюко.
Культивируется в горных районах Центральной и Южной Америке ради богатых крахмалом клубней, употребляемых в пищу. В пищу также употребляются листья растения. Больше всего это растение культивируется в высокогорье Венесуэлы, Колумбии, Эквадора, Перу и Боливии на высотах до 3800 м над уровнем моря.

## Описание
Уллюко клубненосный — низкорослое растение (до 40-50 см высотой) с вьющимся, голым, слегка гранёным стеблем и очерёдными цельнокрайными сердцевидными листьями. Длина листа около 13 см, черешок длинный, составляет около половины длины листа. Стебель, черешки и основание центральной жилки листа у некоторых экземпляров имеют лиловый оттенок.
Цветки двуполые, мелкие, желтоватые, невзрачные, собраны в пазушные кистевидные соцветия.
Клубни растения имеют корневое происхождение и по форме напоминают мелкий картофель, существуют формы с округлыми, а также с длинными изогнутыми клубнями. Окраска клубней жёлтая (одноцветная или с малиновыми пятнами) или бледно-малиновая. Они содержат до 20 % крахмала, много высокомолекулярного белка, каротина, кальция, а также слизь.
Из-за высокого содержания в клубнях слизи они непригодны для употребления в жареном виде, но могут быть сваренными подобно картофелю. Главное достоинство клубней уллюко — хрустящая структура, сохраняющаяся даже после варки.
Местные жители готовят из них чуньо (промороженные сушёные клубни, которые хорошо хранятся и используются в пищу после замачивания в воде), так же, как из картофеля или оки.

## Ботаническая классификация

### Синонимы
- Ullucus aborigineus Brücher
- Ullucus kunthii Moq.